# 图扎克 (夏朗德省)
图扎克（法語：Touzac，法語發音：[tuzak]）是法国夏朗德省的一个旧市镇，属于干邑区。2017年1月1日，图扎克和相邻的另外4个市镇合并为新市镇贝勒维涅。

## 地理
图扎克（45°33'3"N, 0°9'21"W）面积15.65 平方千米，位于法国新阿基坦大区夏朗德省，该省份为法国西部内陆省份，北起德塞夫勒省和维埃纳省，东临上维埃纳省，东南至多尔多涅省，南至多爾多涅省，西接滨海夏朗德省。
与图扎克接壤的市镇（或旧市镇、城区）包括：巴伯济约-圣伊莱尔、博讷伊、克里特伊-拉马格德莱娜、利涅尔-索讷维尔、马拉维尔、圣梅达尔、维维尔。

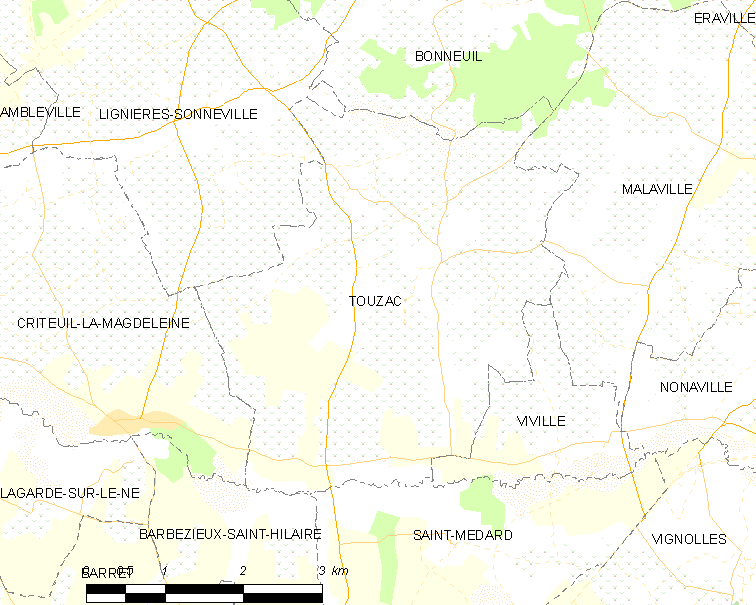
的OSM定位图

图扎克的时区为UTC+01:00、UTC+02:00（夏令时）。

## 行政
图扎克的邮政编码为16120，INSEE市镇编码为16386。

## 政治
图扎克所属的省级选区为夏朗德-香槟县。

## 人口

1962-2008年间人口变化图示

图扎克于2018年1月1日时的人口数量为393人。